# The Tubes
The Tubes är ett amerikanskt rockband, bildat 1972 i San Francisco. 
Bandet började som en performancegrupp som gjorde live-uppträdanden i San Franciscos undergroundmiljö. 1975 kom deras första studioalbum, The Tubes, som följdes av Young & Rich 1976 och Remote Control 1979. Dessa skivor karakteriseras av en teatralisk rock med socialt kommenterande texter. 
I och med skivan The Completion Backward Principle från 1981 anlitade The Tubes producenten David Foster som gjorde deras musik betydligt mer kommersiellt gångbar. Låten "Talk to Ya Later" från skivan blev The Tubes första top 40-hit på Billboardlistan. 
Denna typ av kommersiell och välproducerad rock fortsatte på deras nästa album, Outside Inside, som kom 1983. På denna skiva kom deras första top 10-hit på Billboardlistan, "She's a Beauty", en låt där för övrigt Totos gitarrist Steve Lukather medverkade. 1985 kom Love Bomb, producerad av Todd Rundgren som de tidigare arbetat med på Remote Control. Skivan blev en total flopp och gruppen splittrades kort därefter. 
Bandet återförenades 1996 med albumet Genius of America och har sedan dess genomfört ett antal turnéer.
2009 spelade de på Sweden Rock Festival.

## Medlemmar
Nuvarande medlemmar
- Fee Waybill (John Waldo Waybill) – sång (1972–1986, 1993–)
- Roger Steen – gitarr, sång (1972–)
- Prairie Prince (Charles L. Prince) – trummor, slagverk (1972–)
- Rick Anderson – basgitarr (1972–)
- David Medd – keyboard, sång (1996–)

Tidigare medlemmar
- Bill Spooner ("Sputnik") – gitarr (1972–1989, 2005)
- Vince Welnick – keyboard, piano (1972–1989, 2005; död 2006)
- Michael Cotten – keyboard, synthesizer (1972–1985, 2005)
- Bob McIntosh – trummor (1972)
- Re Styles (Shirley Marie MacLeod) – sång (1972–1980)
- Jane Dornacker – sång, dans (1975–1977; död 1986)
- Mingo Lewis – slagverk (1977–1980)
- David Killingsworth – sång (1986–1990)
- Gary Cambra – gitarr, keyboard, sång (1989–2006)
- Trey Sabatelli – trummor, slagverk (1999–?)

## Diskografi
Studioalbum
- 1975 – The Tubes
- 1976 – Young & Rich
- 1977 – Now
- 1979 – Remote Control
- 1981 – The Completion Backward Principle
- 1983 – Outside Inside
- 1985 – Love Bomb
- 1996 – Genius of America
- 2000 – Informercial: How to Become Tubular
- 2009 – Mondo Birthmark

Livealbum
- 1977 – What Do You Want from Live
- 2000 – Tubes World Tour 2001
- 2005 – Wild in London
- 2007 – Live in America

Singlar (topp 100 på Billboard Hot 100)
- 1976 – "Don't Touch Me There" / "Proud to Be an American" (#61)
- 1981 – "Don't Want to Wait Anymore" / "Think About Me" (#35)
- 1983 – "She's a Beauty" / "When You're Ready to Come" (#10)
- 1983 – "Tip of My Tongue" / "Keyboard Kids" (#52)
- 1983 – "The Monkey Time" / "Sports Fan" (#68)
- 1985 – "Piece by Piece" / "Night People" (#87)